# Carol Hanisch
Carol Hanisch (* 1942 in Iowa) ist eine US-amerikanische radikalfeministische Aktivistin, die in den späten 1960er Jahren und während der 1970er Jahre eine zentrale Figur der zweiten Welle der Frauenbewegung in den Vereinigten Staaten war. Bekannt ist sie insbesondere als Autorin des programmatischen Essays The Personal is Political (1970).

## Leben
Carol Hanisch wurde 1942 im US-Bundesstaat Iowa geboren. Sie studierte Journalismus an der Drake University in Des Moines und graduierte dort 1964. Danach arbeitete sie als erste Frau im Redaktionsbüro von United Press International in Des Moines. 1965 kündigte sie ihre Anstellung und reiste nach Mississippi, um sich dort der Bürgerrechtsbewegung anzuschließen. Nach neun Monaten ging sie 1966 nach New York City, wo sie zeitweise für den bürgerrechtsnahen Southern Conference Educational Fund (SCEF) arbeitete. In New York kam Hanisch bald in Kontakt mit den radikalfeministischen Kreisen der zweiten Frauenbewegung, die sich im Umfeld des SCEF bildeten. Auf Anregung des Direktors des SCEF, Carl Braden, erwogen Hanisch und ihre gute Freundin Kathie Amatniek (später Kathie Sarachild) die Gründung einer eigenen radikalfeministischen Aktivistengruppe. Im Gegensatz zu liberalen Feministinnen, die für systeminterne Reformen hin zu einer Gleichberechtigung der Frau in Politik und Gesellschaft plädierten, behaupteten Radikalfeministinnen, dass das damalige politisch-gesellschaftliche System an sich die Frau und andere politische Minderheiten systematisch benachteilige – ein Missstand, der nur durch eine radikale Zäsur aufgehoben werden könne.
Hanisch und Amatniek schlossen sich schließlich Ende der 1967 der kurz zuvor von Pam Allen und Shulamith Firestone gegründeten Organisation New York Radical Women (NYRW) an, die der Frauenbewegung angehörte, aber noch recht eng mit anderen linken Massenbewegungen der späten 1960er Jahre verbunden war. Inspiriert von einem Film der schwedischen Regisseurin Gunvor Nelson (Schmeerguntz, 1965) schlug Hanisch Proteste gegen die Wahl der Miss America 1969 in Atlantic City im September 1968 als Symbolaktion gegen die patriarchalische Unterdrückung der Frau in der US-Gesellschaft vor. Wie beabsichtigt erhöhten die Demonstrationen die öffentliche Aufmerksamkeit für das Anliegen der Radikalfeministinnen. Im Anschluss kritisierte Hanisch allerdings organisationsintern die Aktion, die ihrer Meinung nach von einer kapitalismuskritischen Fraktion innerhalb der NYRW gekapert worden sei und sich plötzlich gegen die Teilnehmerinnen und nicht mehr – wie von ihr intendiert – gegen den Wettbewerb und den von ihm symbolisierten Patriarchalismus richtete. Der Konflikt zeigte symbolisch die Spannungen innerhalb der NYRW zwischen kapitalismuskritischen politicos und patriachatskritischen feminists, zu denen sich Hanisch und Kathie Sarachild zählten.
Der Flügel um Hanisch und Sarachild sprach sich bald für eine Konzentrierung auf Maßnahmen des Consciousness-Raisings anstellte symbolischer Protestaktionen aus. Mit der von Sarachild konzipierten Methode des Conciousness-Raising, d. h. Gruppendiskussionen über private Erlebnisse von Frauen, anhand derer die Probleme der patriarchalen soziopolitischen Machtstrukturen herausgearbeitet werden sollen, zielten sie auf die Politisierung einer breiten Masse von Amerikanerinnen ab. Hanisch verteidigte die Taktik in ihrem bedeutenden Essay The Personal is Political mit dem Argument, dass letztlich die Benachteiligung der Frau im privaten Bereich, beispielsweise in der Familie oder bei der Haushaltsführung, mit politischen Problemen bzw. gesellschaftlichen Machtstrukturen verbunden sei (siehe auch „Politik der ersten Person“). Den prägnanten Titel, der zu einem Motto der Frauenbewegung und anderer Reformbewegungen der damaligen Zeit wurde, erhielt der Essay 1970, als er von Shulamith Firestone und Anne Koedt in deren Anthologie Notes from the Second Year publiziert wurde.
Zunehmend erkannte Hanisch zusammen mit Sarachild und anderen feminists den Bedarf, eigene Organisationen und Strukturen für die Frauenbewegung unabhängig von anderen linken Bewegungen jener Zeit aufzubauen. Dennoch befürwortete sie die individuelle Beteiligung von Frauen sowohl an der Frauenbewegung als auch an anderen Bewegungen: Hanisch selbst war zusätzlich auch in der Anti-Apartheid-Bewegung und in der Umweltbewegung aktiv. Die Debatte zwischen feminists und politicos erreichte einen vorläufigen Höhepunkt auf einer überregionalen feministischen Konferenz im August 1968 in Sandy Springs, auf der Hanisch, Sarachild und Irene Peslikis sowie Judith Brown und Carol Giardina von einer radikalfeministischen Organisation aus Gainesville (Florida) als Wortführerinnen der feminists in Erscheinung traten. Als die New York Radical Women Anfang 1969 angesichts der internen Differenzen auseinanderfielen, zog Hanisch im Auftrag des SCEF nach Gainesville, um dort Brown und Giardina zu unterstützen. Dort blieb sie bis 1973.
1973 kehrte Hanisch nach New York City zurück und war zusammen mit Kathie Sarachild, Barbara Leon und Colette Price an der Wiederbelebung der radikalfeministischen Organisation Redstockings beteiligt, die in Hanischs Abwesenheit nach Ende der NYRW den Radikalfeminismus in einer von anderen Bewegungen separaten Organisation fortgeführt hatte, 1970 aber aufgelöst wurde. Hanisch und ihre Mitstreiterinnen erkannten nun den Bedarf nach einer wiederholten Akzentuierung radikalfeministischer Positionen, da ihrer Ansicht nach die Frauenbewegung von zu moderaten Feministinnen wie Gloria Steinem – angeblich unter Mithilfe der CIA – gekapert worden sei. Zwei Jahre später trat sie als leitende Herausgeberin für das von Redstockings publizierte Buch Feminist Revolution in Erscheinung. 1978 veröffentlichte Hanisch als Groschenheft das feministische Liederbuch Fight on Sisters and Other Songs for Liberation. Ab dem gleichen Jahr fungierte sie als Herausgeberin des feministischen Magazins Meeting Ground. Von 1991 bis 1995 schrieb sie eine feministische Kolumne für die Zeitung Hudson Valley Woman aus dem Hudson Valley, wo sie 1995 eine weitere lokale feministische Gruppe mitbegründete.